# トレビノ小唄
「トレビノ小唄」（トレビノこうた）は、1973年にリリースされた三橋美智也のシングル。

## 解説
- 歌謡生活20年目の同年に出され、前作「サイパン小唄」に続く小唄シリーズの第2弾。プロゴルファーのリー・トレビノを歌った「トレビノ・ソング」（歌:子門真人）を小唄にアレンジしたもので、詞の中には「ダクサンダース」、「ゲイバーガー」「オザキ」、「チチロドリゲス」、「スニード」、「ニクラウス」が登場する。

## 収録曲
1. トレビノ小唄
  - 作詞:いしいたもつ／作曲・編曲:玉木宏樹／合唱:サカモト児童合唱団
2. ナインホールラグ
  - 作詞:いしいたもつ／作曲:玉木宏樹／三味線:豊文